# Gregg Sulkin
Gregg Sulkin (Londres, Inglaterra; 29 de mayo de 1992) es un actor británico. Hizo su debut cinematográfico en la versión británica de 2006 de Sixty Six y, posteriormente, llegó a ser conocido por aparecer en la serie de comedia de Disney As the Bell Rings y Wizards of Waverly Place. En 2011 protagonizó la película Avalon High.

## Carrera
Sulkin tenía el sueño de jugar al fútbol profesional, pero dicho propósito se vio truncado después de lesionarse la rodilla en el campo de fútbol. En ese momento, Sulkin reconoció que su carrera había terminado. Pero descubrió una nueva vocación, actuar. «Nunca pensé en ser actor. Pero me enamoré de la profesión cuando me di cuenta de lo increíble, difícil e interesante que es», declaró emocionado.
En 2010 y 2012, Wizards of Waverly Place interpretó a Mason Greyback, el novio hombre lobo de Alex Russo y exnovio de la vampiresa Juliet VanHeuse. En la cuarta temporada formó parte del elenco principal de la serie. En Avalon High da vida a Will Wagner, un jugador y capitán de fútbol que ayuda a Allie a resolver el misterio de la reencarnación del Rey Arturo.
El 23 de agosto de 2013, se dio a conocer que había sido elegido como el protagonista masculino de la comedia de MTV Faking It, donde interpretó a Liam Booker, un estudiante que se preocupa por el medio ambiente, pero nadie lo ha entendido y queda atrapado en un triángulo amoroso entre dos amigas.
Mantuvo una relación con la actriz Bella Thorne en el año 2016. Tras un año de relación, ambos rompieron de manera amistosa.
Entre 2017 y 2019 interpretó el papel de Chase Stein en la serie de Hulu Runaways, ubicada dentro del Universo cinematográfico de Marvel.

## Filmografía

### Cine
| Año  | Título                             | Personaje            | Notas                        |
| ---- | ---------------------------------- | -------------------- | ---------------------------- |
| 2006 | Sixty Six                          | Bernie Reubens       |                              |
| 2007 | Rotten Apple                       | Narrador             | Cortometraje                 |
| 2007 | Pasa el plato                      | Él mismo             |                              |
| 2010 | The Heavy                          | Adolescente          |                              |
| 2012 | White Fog                          | Randy                |                              |
| 2012 | Camilla Dickinson                  | Frank Rowan          |                              |
| 2012 | The Giant King                     | Flapper              | Voz (doblaje inglés)         |
| 2013 | Another Me                         | Drew Fraser          |                              |
| 2013 | Frog Kingdom                       | Inspector Noggin     | Voz                          |
| 2014 | Affluenza                          | Dylan Carson         |                              |
| 2015 | Anti-social                        | Dee                  |                              |
| 2016 | Don't Hang Up                      | Sam Fuller           |                              |
| 2019 | A Cinderella Story: Christmas Wish | Dominic Wintergarden | Película original de Netflix |

### Televisión
| Año       | Título                            | Personaje         | Notas                                       |
| --------- | --------------------------------- | ----------------- | ------------------------------------------- |
| 2002      | Doctor Zhivago                    | Seryozha          | Miniserie                                   |
| 2006      | Man on the Moon                   | Michael Aldrin    | Película para televisión                    |
| 2007–2008 | As the Bell Rings                 | JJ                |                                             |
| 2009      | The Sarah Jane Adventures         | Adam              | 2 episodios                                 |
| 2010      | Avalon High                       | Will Wagner       | Película para televisión                    |
| 2010–2012 | Wizards of Waverly Place          | Mason Greyback    | Elenco recurrente                           |
| 2011      | R.L. Stine's The Haunting Hour    | Matt              | 1 episodios                                 |
| 2012      | Melissa & Joey                    | Haskell Davis     | 3 episodios                                 |
| 2012-2013 | Pretty Little Liars               | Wesley FitzGerald | 4 episodios                                 |
| 2013      | The Wizards Return: Alex vs. Alex | Mason Greyback    | Película para televisión                    |
| 2014      | A Daughter's Nightmare            | Ben               | Película para televisión                    |
| 2014      | Delirium                          | Julian Fineman    | Película para televisión                    |
| 2014-2016 | Faking It                         | Liam Booker       | Elenco principal, serie de TV MTV           |
| 2016      | Life in Pieces                    | Jake              | 1 episodio                                  |
| 2016      | Young & Hungry                    | Rick              | 1 episodio                                  |
| 2017-2019 | Runaways                          | Chase Stein       | Elenco principal                            |
| 2021      | Pretty Smart                      | Grant             | Elenco principal, serie de TV Netflix       |
| 2022      | The Adventures of Bunny Bravo     | Bravo             | Elenco principal, serie de TV (voz)         |
| 2023      | Lopez vs. Lopez                   | Dr. Bell          | Invitado 1 episodio, serie de TV            |
| 2023      | World on Fire                     | David             | Elenco principal, serie de TV (temporada 2) |